# Лебедівська сільська рада (Молодечненський район)
Лебедівська сільська рада (біл. Лебедзеўскі сельсавет) — адміністративно-територіальна одиниця в складі Молодечненського району розташована в Мінській області Білорусі. Адміністративний центр — Лебедєво.
Лебедівська сільська рада розташована на межі центральної Білорусі, у західній частині Мінської області орієнтовне розташування — супутникові знимки [Архівовано 25 серпня 2011 у WebCite], захід від Молодечного.
До складу сільради входять 25 населених пунктів:
- Бениця • Велика Борківщина • В'яжути • Горовщина • Готковичі • Грудки • Заполяки • Засковичі • Іванівщина • Коновичі • Лебедєво • Лобачівка • Мала Борківщина • Малинівщина • Мороськи • Осанове • Поляни • Редьки • Сковорощина • Пруди • Темениця • Турець-Бояри • Хатутичі • Шикове • Яковичі.